# Péniche (barcassa)
|  | No s'ha de confondre amb Peniche. |

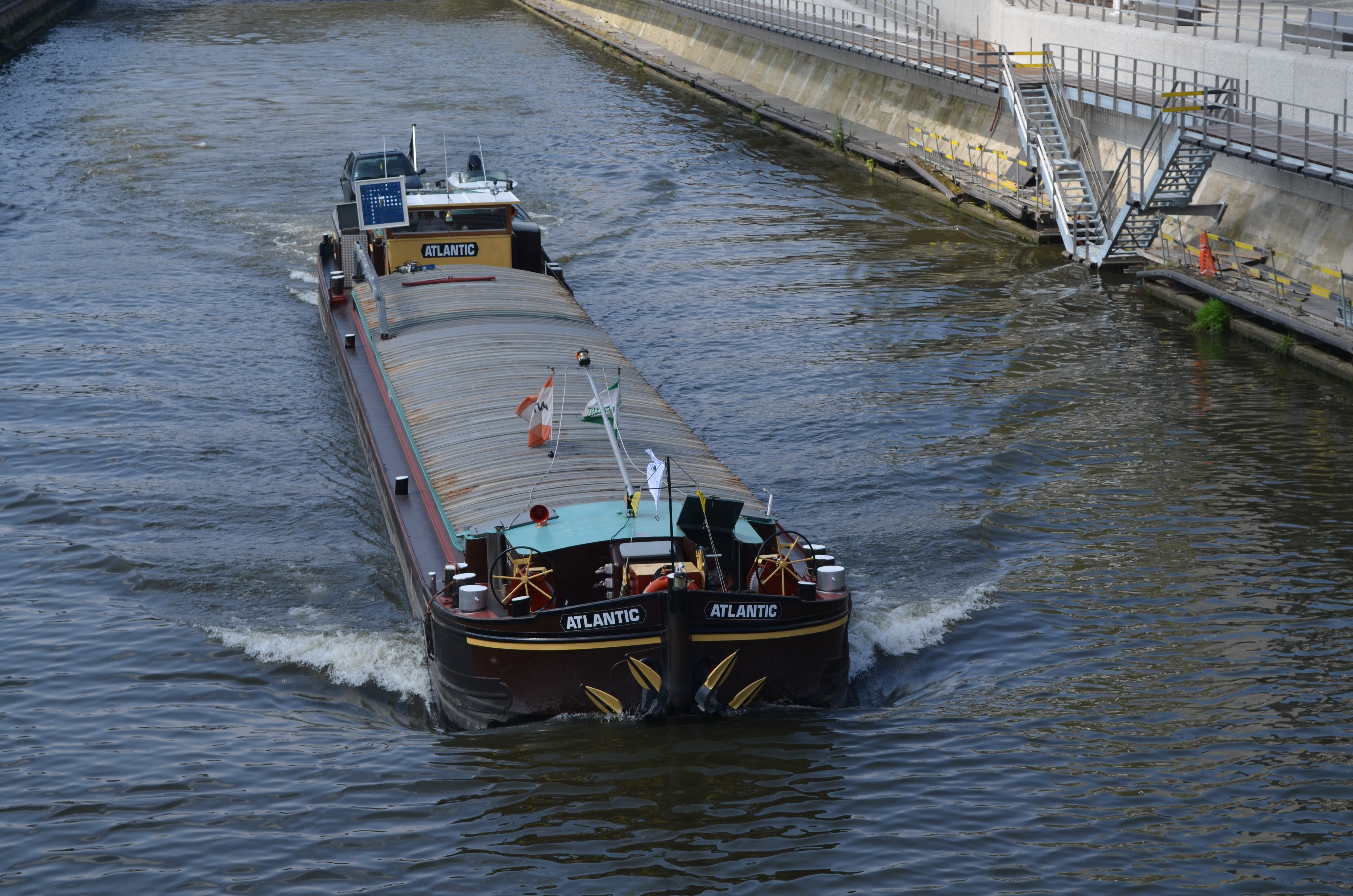
L'Atlàntic a Charleroi

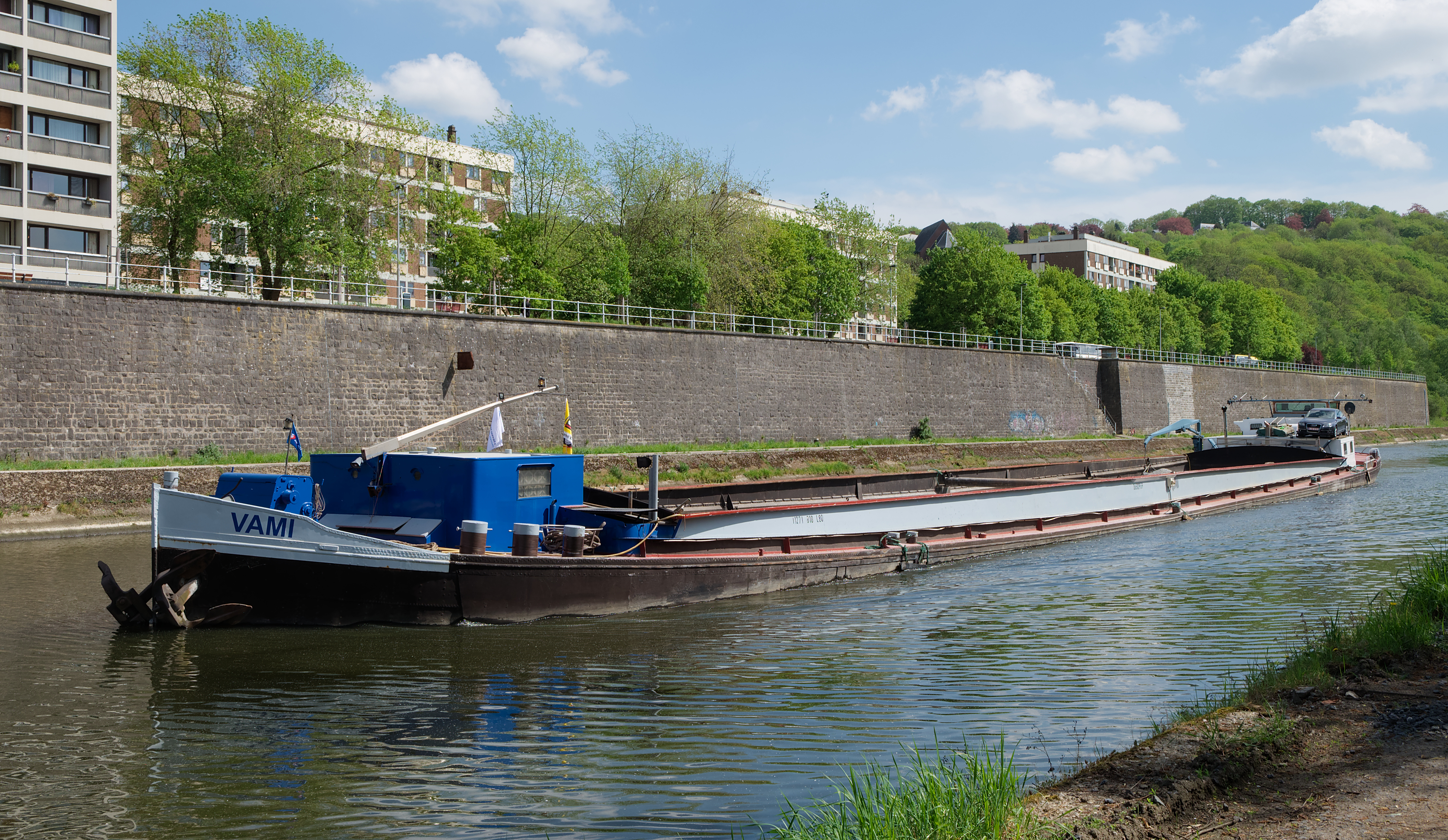
Vami a Namur

Una pèniche (o spits en holandès) és una barcassa motoritzada d'acer, per a navegació interior amb una capacitat de fins a 350 tones. Les barcasses tipus Péniche es van construir per adaptar-se a les vies navegables franceses posteriors a la dècada de 1880 i per a les rescloses d'ample Freycinet. Són visualment similars a una barcassa holandesa, però construïdes amb especificacions diferents.

## Dimensions
El detall crític per a la péniche és la dimensió, un màxim de 38,50 m (126 peus) de llarg, 1,60 m de calat i 5.05 m (16.6 ft) d'amplada. Van ser dissenyades especialment per a les rescloses dels canals belga i francès i, com a resultat del desig de maximitzar l'espai per a la càrrega, les barcasses tendeixen a ser de costats plans, amb proes i popes curtes i arrodonides. Avui dia, l'especificació encara s'aplica per a la navegació comercial com a Classe I a la Classificació de vies navegables interiors europees.

## Història
La péniche es va originar a Bèlgica, com a embarcació de fusta per a la navegació interior. S'hi va afegir un arc punxegut i aquesta versió també es va anomenar 'pointu' a Valònia, 'spits' a Flandes i 'pèniche flamande' a França. Quan els barcasses van començar a construir-se amb acer, aquest tipus es va convertir en una barcassa "ximple" que havia de ser remolcada per un remolcador. A la dècada de 1910, aquesta barcassa es va convertir en un vaixell de motor i, a més, molt popular. A la dècada de 1920 es van construir a Bèlgica unes 950 pèniches.
A principis de la dècada de 1940, els alemanys van organitzar que moltes pèniches belgues participessin en la invasió de Gran Bretanya. Perquè estiguessin en condicions de navegar, es van soldar en parells, l'una al costat de l'altre.
L'última spits es va construir als Països Baixos el 1973. Moltes antigues pèniches de càrrega s'han convertit en habitatges, hotels o embarcacions d'esbarjo.

## Tipus
La péniche belga és la versió estàndard, construïda amb una mànega adequada a l'amplària de les comportes dels canals belgues i francesos. Algunes s'han allargat uns 9 m o es van construir originalment de 47 m (154 ft) o 48 m (157 ft) d'eslora. Es van construir per al transport pel riu Mosa, que té rescloses més grans, especialment entre Verdún i Givet.
Una pèniche francesa té fins i tot menys arrufament que una belga i una popa molt rodona amb el timó unit a la part del darrere en lloc de sota la popa.
Després de la Segona Guerra Mundial, un gran nombre d'elles van ser construïdes a Alemanya i enviades a França com a reparació de guerra.
La spits holandesa té la popa menys rodona i un arrufament una mica més gran que la belga.
Una péniche mullada ha de portar aigua com a llast quan navega sense càrrega. Especialment en els models belga i francès, la popa plena de la pèniche proporciona una flotabilitat més gran però una quantitat insuficient d'aigua al voltant de l'hèlix quan és buida.

## Curiositats
- Com que és una barcassa de desplaçament, una pèniche no és una embarcació ràpida. Una dita popular entre els propietaris és que avança amb dificultat quan està carregada o va lentament cap enrere quan és buida.